# Chrozophora plicata
Chrozophora plicata är en törelväxtart som först beskrevs av Vahl, och fick sitt nu gällande namn av Adrien Henri Laurent de Jussieu och Spreng.. Chrozophora plicata ingår i släktet Chrozophora och familjen törelväxter. Inga underarter finns listade i Catalogue of Life.